# HD55522
HD55522 — хімічно пекулярна зоря спектрального класу B3, що має видиму зоряну величину в смузі V приблизно  5,9.
Вона  розташована на відстані близько 718,4 світлових років від Сонця.

## Фізичні характеристики
Телескоп Гіппаркос зареєстрував фотометричну змінність  даної зорі з періодом    2,73 доби в межах від  Hmin= 5,88 до  Hmax= 5,83.

## Пекулярний хімічний вміст
Зоряна атмосфера HD55522 має підвищений вміст 
He
.